# Glacier des Plines
Le glacier des Plines est un glacier de Suisse, dans le massif du Mont-Blanc.
Il naît sur l'adret du roc des Plines, à environ 3 200 mètres d'altitude, et se dirige vers le sud-est en direction du glacier de Saleinaz. Il est voisin du glacier des Ravines Rousses au nord-est de l'autre côté de la crête reliant le roc à la pointe des Plines et des glaciers d'Orny au nord et du Trient au nord-ouest sur l'ubac du roc des Plines et des aiguilles Dorées.
Le bivouac de l'Envers des Dorées se trouve juste au sud sur son ancienne moraine frontale.